# Władimir Warankin
Władimir Warankin (ur. 12 listopada 1902 w Niżnym Nowogrodzie, zm. 3 października 1938 w Moskwie) – rosyjski pisarz piszący w języku esperanto.

## Życiorys
Urodził się w 1902 roku w Niżnym Nowogrodzie, jego matka była bibliotekarką. Władimir zaczął uczyć się języka esperanto w 1919 roku; szybko stał się ważnym przedstawicielem lokalnej społeczności esperanckiej. Napisał kilka podręczników do języka esperanto (między innymi Teorio de Esperanto i Esperanto por laboristoj) i powieść Metropoliteno. W nocy z 7 na 8 lutego 1938 roku został aresztowany i następnie oskarżony o sabotaż, szerzenie antysowieckiej propagandy i szpiegostwo. W październiku tego samego roku został skazany i stracony. 11 maja 1957 roku został oczyszczony przez sąd ze wszystkich zarzutów.